# Eugen Deutsch
Eugen Deutsch (* 9. November 1907 in Ludwigshafen; † 8. Februar 1945 in Bitsch) war ein deutscher Gewichtheber.

## Leben
Deutsch begann seine Laufbahn zusammen mit zwei Brüdern beim KSC Friesenheim im Arbeiter-Athletenbund Deutschlands (AABD). In diesem Verband errang er 1928 die Bundesmeisterschaft in Ludwigshafen am Rhein im Mittelgewicht. 1930 wechselte er zum KSV Augusta Augsburg und damit zum DASV v. 1891. Es gelang ihm, seine Leistungen weiter zu steigern und bis 1936 war er einer der weltbesten Gewichtheber im Halbschwergewicht. Nach den Olympischen Spielen 1936 in Berlin kehrte er nach Friesenheim zurück, beendete seine Laufbahn und wurde Jugendtrainer.
Als Soldat ist er kurz vor Kriegsende am 8. Februar 1945 in der Pfalz, seiner Heimat, gefallen.

## Internationale Erfolge
(OS = Olympische Spiele, EM = Europameisterschaft, OD = olympischer Dreikampf, bestehend aus beidarmigem Drücken, Reißen und Stoßen, FK = Fünfkampf, bestehend aus OD und einarmigen Reißen und Stoßen, Mi = Mittelgewicht, HS = Halbschwergewicht)
- 1934 2. Platz, EM in Genua, mit 365 kg (100-115-150) hinter Fritz Haller, Österreich, 370 (100.0, 115.0, 155.0) kg;
- 1935 2. Platz, EM in Paris, mit 357,5 kg (100-112,5-145), hinter Louis Hostin, Frankreich, 370 (105.0, 115.0, 150.0) kg und vor Haller, 340 (92.5, 107.5, 140.0) kg;
- 1936 Silbermedaille, OS in Berlin, mit 365 kg (105-110-150), hinter Hostin, 372,5 (110.0, 117.5, 145.0) kg und vor Wasif, Ägypten, 360 (100.0, 110.0, 150.0) kg.

## Erfolge bei deutschen Meisterschaften
- 1932 2. Platz mit 327,5 kg, OD, Mi, hinter Rudolf Ismayr, München, 337,5 kg;
- 1933 3. Platz mit 465 kg, FK, Mi, hinter Ismayr, 500 kg und Eugen Jordan, Cannstatt, 465 kg;
- 1934 1. Platz mit 542,5 kg, FK, HS, vor Richard Leopold (Gewichtheber), Erfurt, 525 kg und Anton Gietl, München, 512,5 kg;
- 1935 1. Platz mit 365 kg, OD, HS, vor Leopold, 345 kg und Duschka, Welzow, 337,5 kg;
- 1936 1. Platz mit 362,5 kg, OD, HS, vor Gietl, 357,5 kg und Karl Bierwirth, Essen, 352,5 kg.

## Weltrekorde
- 1931 92,5 kg im einarmigen Reißen, Mi
- 1934 113,5 kg im beidarmigen Drücken, HS